# 銀洲 (南區)
銀洲（英語：Round Island）是香港的一個島嶼，行政區上屬於南區，位於赤柱舂坎灣對出。銀洲昔日又叫孖屎崗（Maskong）或圓洲。2015年，曾有遊人在島上發現疑似人骨。